# ویش (مجارستان)
ویش (به مجاری:  Viss) یک شهرداری در مجارستان است که در ناحیه شاروش‌پاتاک واقع شده‌است. ویش ۱۳٫۹ کیلومتر مربع مساحت و ۷۵۰ نفر جمعیت دارد.